# Dyjice
Obec Dyjice (německy Groß Deitz, dříve též Deje či Velká Deje) se nachází v okrese Jihlava v kraji Vysočina. Žije zde 136 obyvatel.

## Název
Název se vyvíjel od varianty Dygicz (1350, 1361), Welika Dicze (1580), Gross Deycze (1678), Velká Dejc (1685), Gross Degcže (1718), Gros Deitze (1720), Gross Degcz (1751), Gross Deitz a Welká Degce (1846), Velká Dyjice (1881), Gross Deitz a Velký Dýč (1885) k podobám Gross Deitz a Velká Dyjice v roce 1893. Místní jméno je zdrobnělinou k názvu Dyje, původně znamenalo horní tok této řeky, později osadu, která na ní ležela. Přivlastňovací Gross či česky Velká získala pro odlišení od sousední Dyjičky.

## Historie
První písemná zmínka o obci pochází z roku 1361.
V letech 1869–1980 sem příslušely vesnice Dolní Dvorce, Dyjička a Stranná. Od 1. dubna 1980 do 31. prosince 1991 byly místní částí Telče, od 1. ledna 1992 jsou samostatnou obcí, ke které se jako místní část připojily vesnice Dolní Dvorce, Dyjička a Stranná. Součástí obce je také osada Rozsíčky.

## Přírodní poměry
Dyjice leží v okrese Jihlava v Kraji Vysočina. Nachází se 1,8 km jižně od Dyjičky, 9 km jihozápadně od Staré Říše, 7,5 km severozápadně od Nové Říše a 2,5 km od Zvolenovic, 5 km severně od Radkova, 3 km východně od Telče. Geomorfologicky je oblast součástí Křižanovské vrchoviny a jejího podcelku Brtnická vrchovina, v jejíž rámci spadá pod geomorfologický okrsek Markvartická pahorkatina. Průměrná nadmořská výška činí 536 metrů. Nejvyšší bod o nadmořské výšce 631 metrů stojí na severní hranici katastru Dyjic. Západní hranici tvoří řeka Moravská Dyje, do které se severně a jižně od obce vlévají dva bezejmenné potoky, další tok tvoří jižní hranici katastru a rovněž se vlévá do Moravské Dyje.

## Obyvatelstvo
Podle sčítání 1930 zde žilo v 19 domech 110 obyvatel. 110 obyvatel se hlásilo k československé národnosti. Žilo zde 110 římských katolíků.
| Rok            | 1869 | 1880 | 1890 | 1900 | 1910 | 1921 | 1930 | 1950 | 1961 | 1970 | 1980 | 1991 | 2001 | 2011 |
| Počet obyvatel | 264  | 299  | 321  | 299  | 290  | 295  | 274  | 196  | 184  | 206  | 166  | 134  | 136  | 133  |

| Rok            | 1869 | 1880 | 1890 | 1900 | 1910 | 1921 | 1930 | 1950 | 1961 | 1970 | 1980 | 1991 | 2001 | 2011 |
| Počet obyvatel | 132  | 120  | 119  | 109  | 109  | 108  | 110  | 90   | 67   | 76   | 70   | 68   | 69   | 63   |

## Obecní správa a politika

### Místní části, členství ve sdruženích
Obec je rozdělena na čtyři místní části (Dolní Dvorce, Dyjice, Dyjička a Stranná). a má 5 katastrálních území (pojmenované „Dolní Dvorce u Telče“, „Dyjice“, „Dyjička“, „Rozsíčky u Telče“, a „Stranná u Telče“) a pět stejně pojmenovaných základních sídelních jednotek – Dolní Dvorce, Dyjice, Dyjička, Rozsičky a Stranná.
Dyjice je členem Mikroregionu Telčsko a místní akční skupiny Mikroregionu Telčsko.

### Zastupitelstvo a starosta
Obec má sedmičlenné zastupitelstvo, v jehož čele stojí od roku 1993 starosta Milan Opravil. Ve volbách roku 2010 získaly Dyjice I čtyři mandáty a Dyjice II tři. Volební účast činila 68,22 %.

## Hospodářství a doprava
V obci sídlí firma TAYA GROUP s.r.o. a Pila Dyjice. Obcí prochází silnice III. třídy č. 11268, která se jihozápadně napojuje na komunikaci II. třídy č. 112 z Telče do Nové Říše. Dopravní obslužnost zajišťují dopravci ICOM transport, ČSAD Jindřichův Hradec a TRADO-BUS. Autobusy jezdí ve směrech Dačice, Nová Říše, Stará Říše, Telč, Budeč, Želetava, Řásná, Studená, Zadní Vydří a Třebíč. Železniční doprava. Obcí prochází červeně značená turistická trasa z Vystrčenovic do Telče.

## Školství, kultura a sport
Místní děti dojíždějí do základní školy v Telči. Působí zde Sbor dobrovolných hasičů Dyjice.

## Pamětihodnosti
- Kaple Panny Marie z roku 1883
- Kříž před kaplí
- Výklenková kaplička na návsi se sochou sv. Jana Nepomuckého
- Boží muka na kraji vesnice
- Myslivna

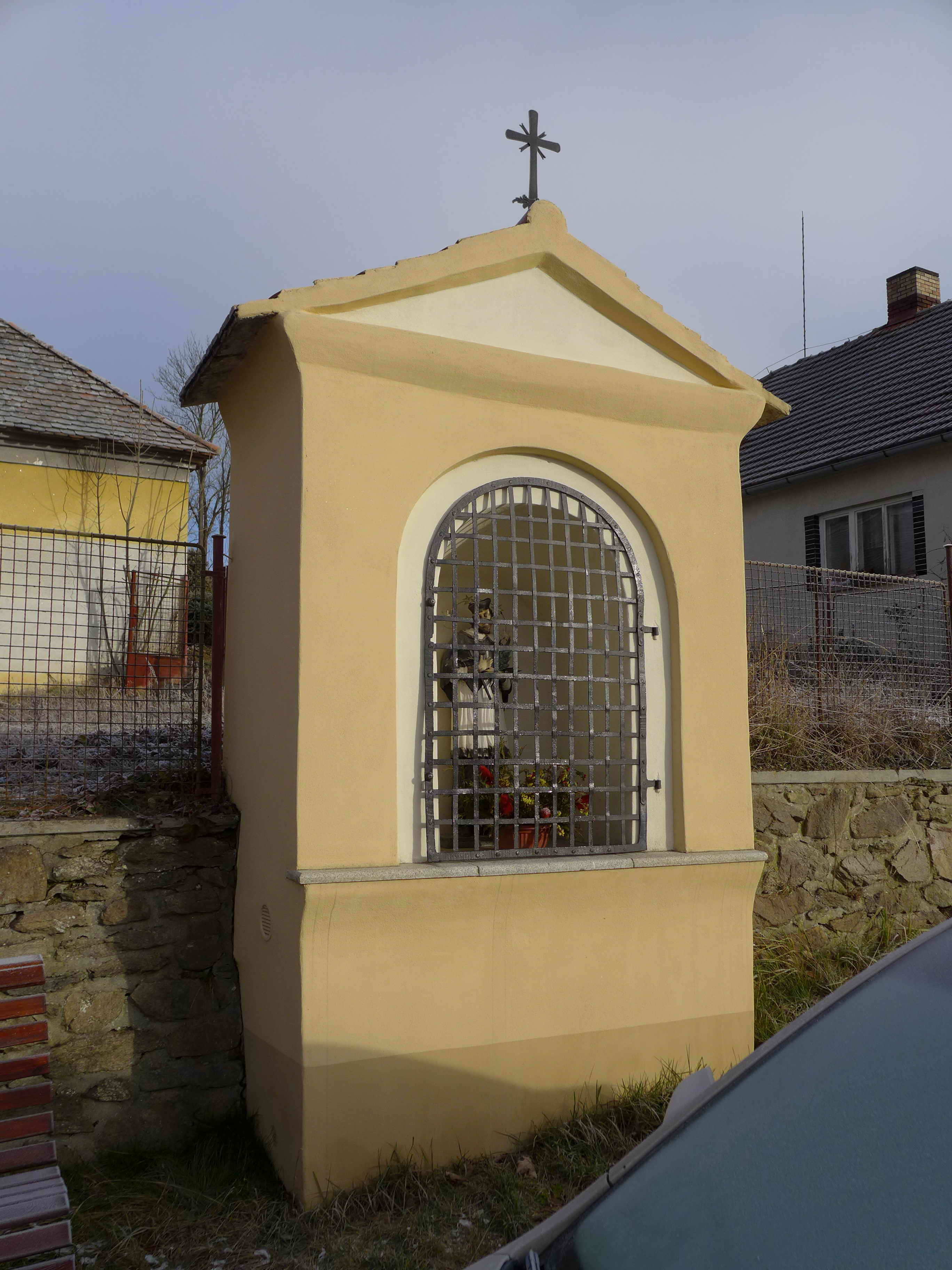
Výklenková kaplička na návsi
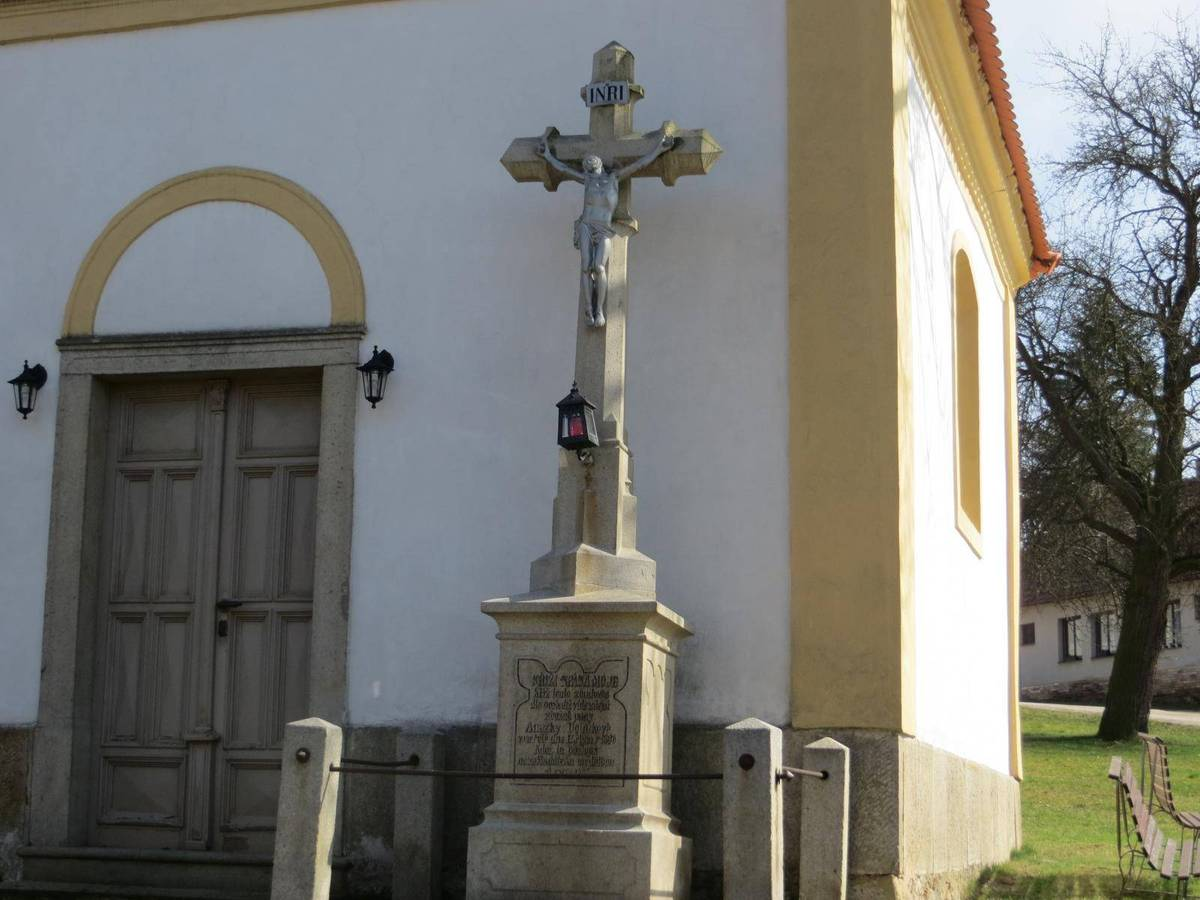
Kříž před kaplí na návsi
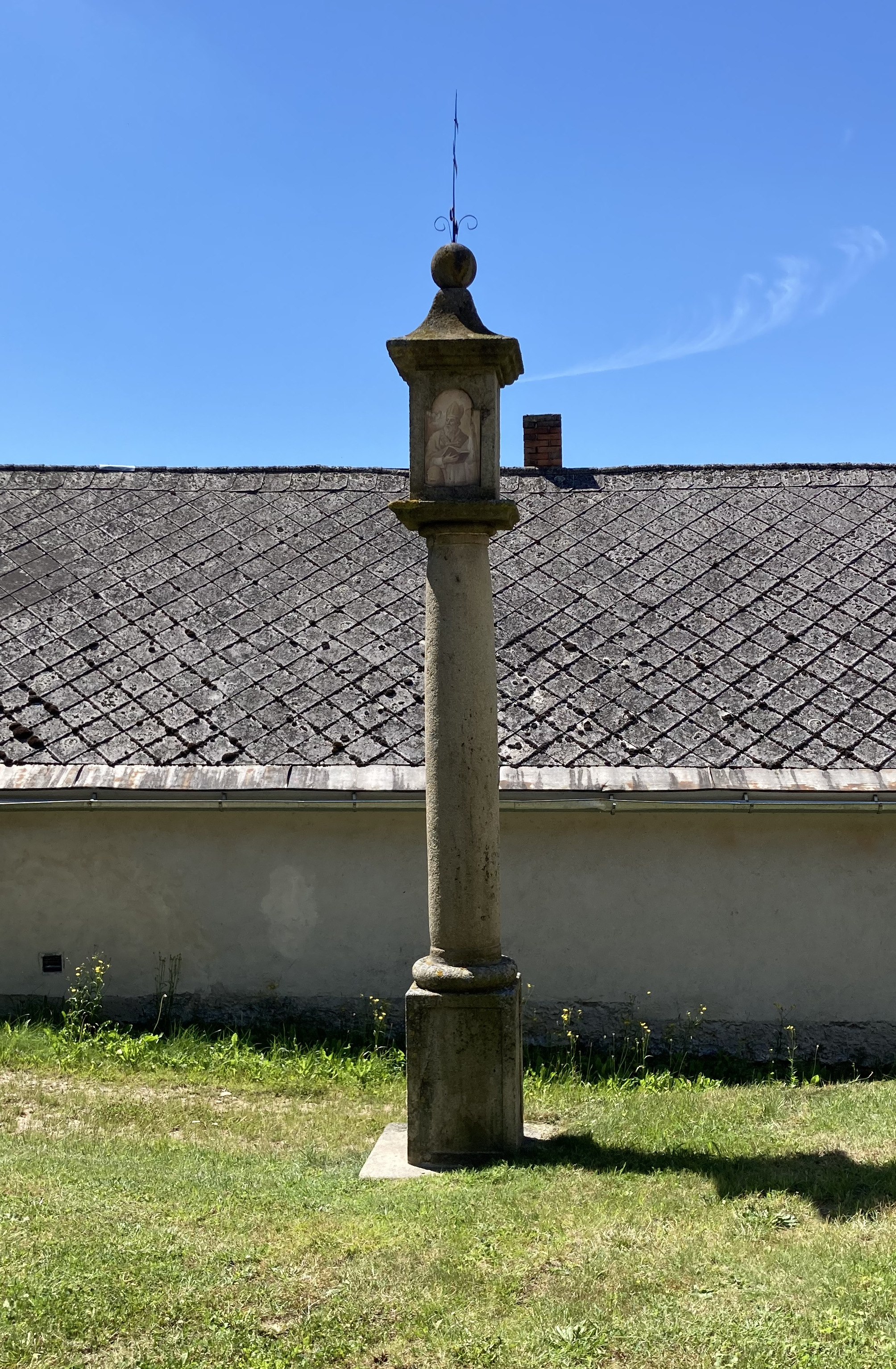
Boží muka na kraji vesnice
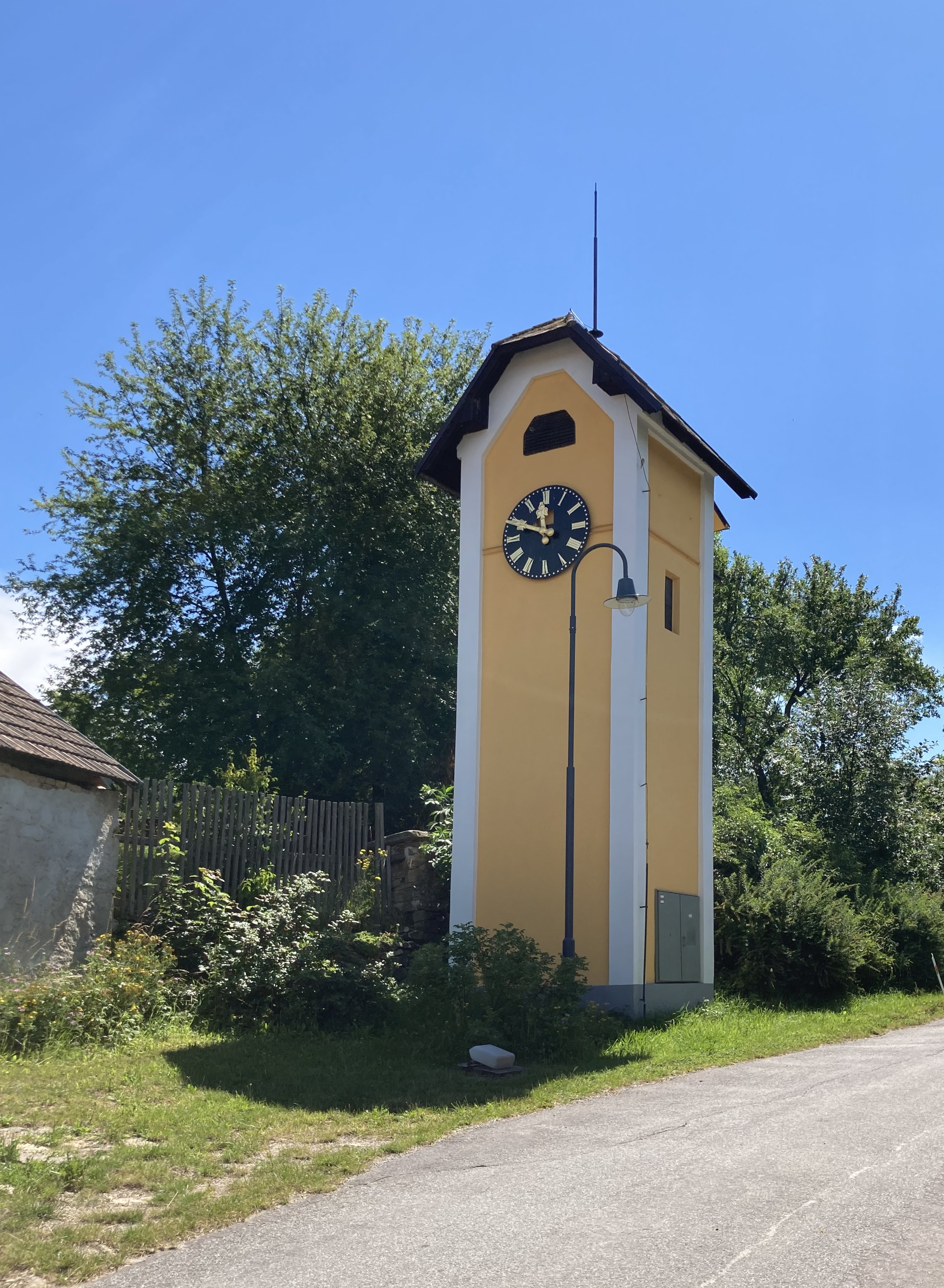
Trafostanice s hodinami